# Télescope de Schmidt de 1 mètre de l'ESO
Le télescope de Schmidt de 1 mètre de l'ESO (ESO 1-metre Schmidt telescope) est un télescope installé à l'observatoire de La Silla, au nord du Chili près de la ville de La Serena, et géré depuis 1971 par l'Observatoire Européen Austral. Il a vu sa première lumière le 21 décembre 1971 et il est entièrement consacré à de la photométrie et à l'astrophotographie. Il est notamment l'un des premiers télescopes à avoir été installés à l'observatoire de La Silla. Il est actuellement hors service.

## Installation

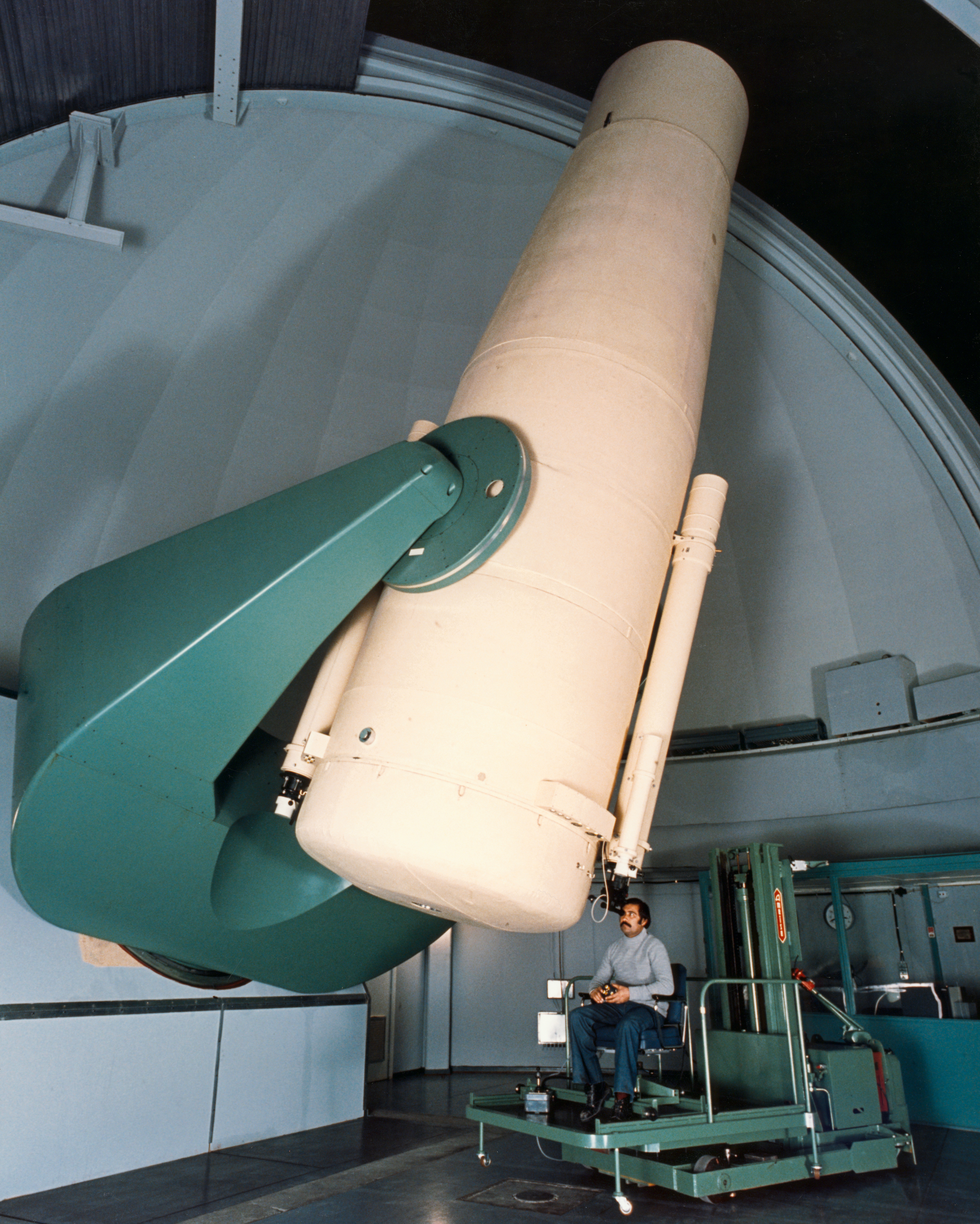
Télescope de Schmidt de 1 mètre de l'ESO

Le projet du télescope de Schmidt a été évoqué pour la première fois en octobre 1970, visant à construire un télescope de type Cassegrain. Le site de La Silla fut choisi pour ses très bonne conditions météorologiques et l'installation de plusieurs télescopes déjà présents. Le télescope de Schmidt a été installé à l'observatoire de La Silla, à 2 375 mètres d'altitude, entre septembre 1971 et janvier 1972 et il fut testé pour la première fois le 9 janvier 1972. Il prit sa première image le 21 décembre 1971.
Le télescope utilise un miroir primaire de 1,62 mètre de diamètre pour refléter la lumière reçue du ciel vers un miroir secondaire de 1 mètre, les deux étant construits en verre borosilicate et montés sur une monture qui utilise des contrepoids pour stabiliser le poids et le tube du télescope dans une chambre de Schmidt. Le télescope était accompagné de deux télescopes secondaires, de 20 cm de diamètre et de 300 cm de longueur focale, qui servaient au guidage du télescope primaire. Ce dispositif peut être utile pour d'autres télescopes que le Schmidt où les poses longues sont gênées par des problèmes de guidage dans le ciel. Cependant, la flexion différentielle entre les guides et la caméra rendait les longues expositions impossibles. Seule une exposition d'une heure était la meilleure que l'on puisse obtenir. Pour améliorer les conditions de guidage, deux guides déportés ont été construits successivement et chacun a été utilisé suffisamment longtemps pour apprendre les exigences d'un système efficace. Le nouveau guide a sa sonde de guidage dans le méridien de l'observateur et au bord nord des plaques photographiques du télescope. Il possède deux modes de fonctionnement, un mode A qui est dit "direct" qui fait passer les rayons lumineux par un prisme et un deuxième mode dit "prisme" qui fait passer la lumière par deux prismes avant d'atteindre un appareil photo, maintenant remplacé par une caméra.
Le télescope a commencé sa vie utile en 1971 en utilisant des plaques photographiques pour prendre des images à grand champ du ciel austral à 4 degrés de diamètre - ce qui couvrirait 64 fois la pleine Lune. À l'origine, le télescope utilisait un appareil photographique, ce dernier a été mis hors service en décembre 1998, mais le télescope a maintenant une nouvelle vie en tant que télescope de projet. En 2009, un groupe du Centre d'astronomie et d'astrophysique de Yale a installé une nouvelle grande caméra pour mener une recherche dans l'hémisphère sud sur de nouvelles exoplanètes naines, de la taille de Pluton, et des supernovas en tous genres, avec l'étude des objets variables nommée LaSilla-QUEST. Cette caméra est composée de 112 capteurs photographiques CCD, ayant une résolution totale de 160 millions de pixels par image, couvrant tout le champ de vision du télescope. Cette nouvelle caméra lui permet d'observer autant dans l'optique que dans l'ultraviolet.

## Relevé astronomique

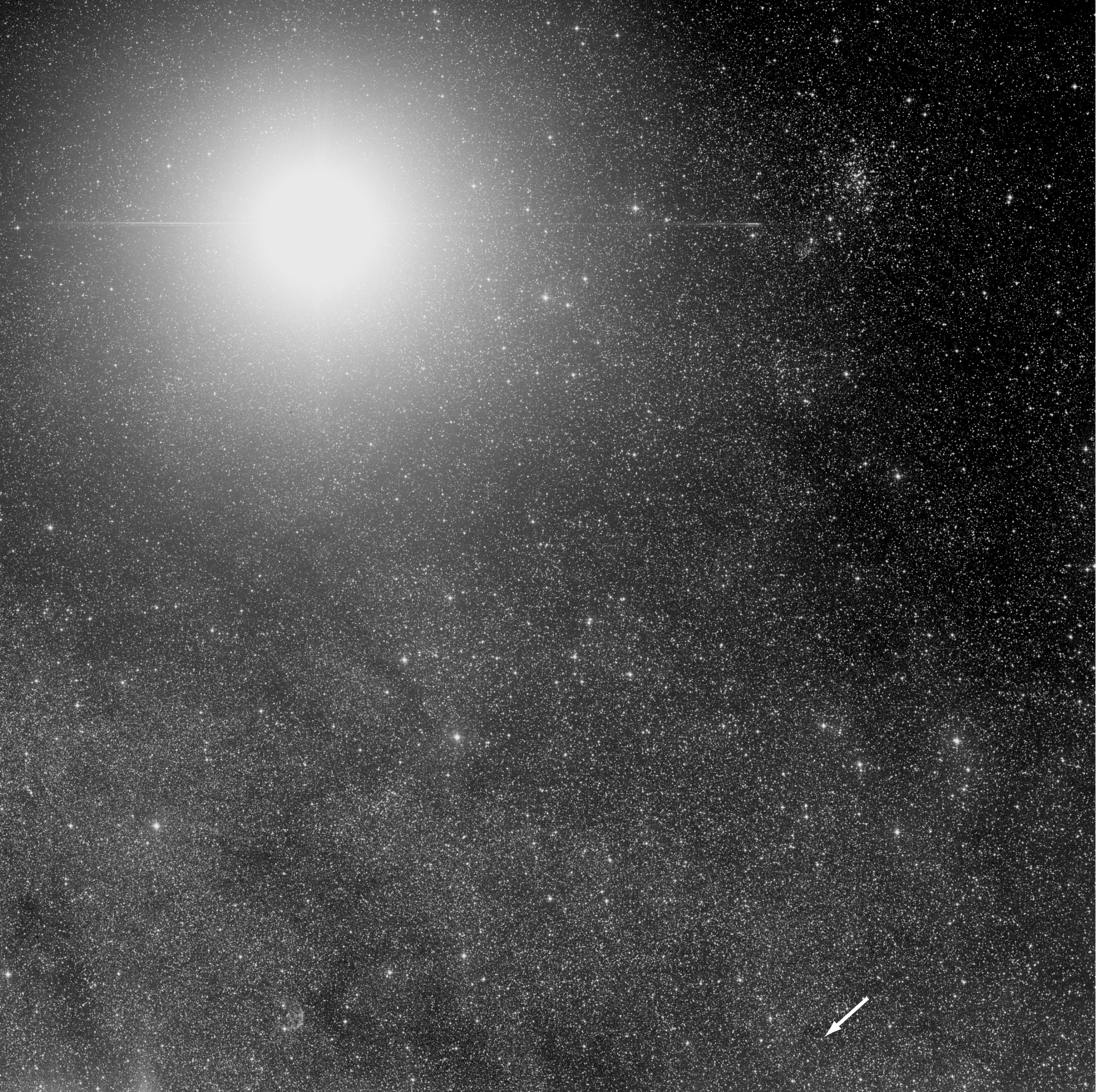
Image du système d'Alpha Centauri et de Proxima Centauri tirée du relevé astronomique de 1980.

Le projet de recherche LaSilla-QUEST a utilisé le télescope de Schmidt pour couvrir environ un tiers du ciel complet, soit environ 15 000 degrés carrés imagés presque tous les quatre jours. Le système est entièrement opérationnel et contrôlé à distance depuis l'observatoire de l'université Yale. Ce projet fait suite à la recherche du groupe dans l'hémisphère nord grâce aux télescopes de l'observatoire Palomar qui a conduit à la découverte de la population des planètes naines, y compris Eris et Sedna. Il a aussi été utilisé avec le télescope de Schmidt du Royaume-Uni, basé en Australie, pour mener un relevé astronomique en 1980 pour caractériser les jets astrophysiques dans les galaxies actives, en utilisant des données spectroscopiques principalement centrées sur Centaurus A, Messier 87, 3C 273 et 3C 277.3, qui sont des sources bien connues de jets relativistes, de rayonnement X et d'émission radio. Ce relevé a été effectué lorsque l'appareil photo était encore installé sur le télescope et il a utilisé plusieurs filtres, notamment le filtre de l'hydrogène alpha, avec des expositions de deux heures par plaque photographique. Le télescope de Schmidt a également servi à observer des galaxies à sursauts de formation dans l'ultraviolet avec une très grande précision. Le télescope a permis d'identifier des objets jusqu'à une magnitude apparente de 18,5 et un décalage vers le rouge de 0,06 (distance de ∼ 820 millions d'a.l. (∼ 251 Mpc)). Les bandes observées par le Schmidt pour ce relevé ont été les bandes U en ultraviolet et R en optique.

## Galerie

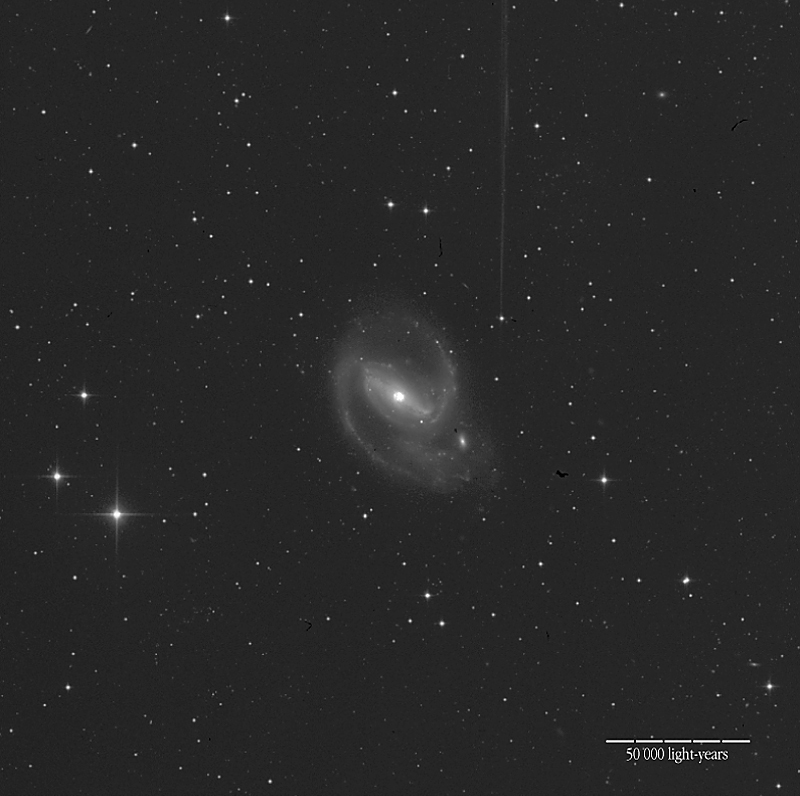
Image de NGC 1097 par le télescope Schmidt dans l'ultraviolet.
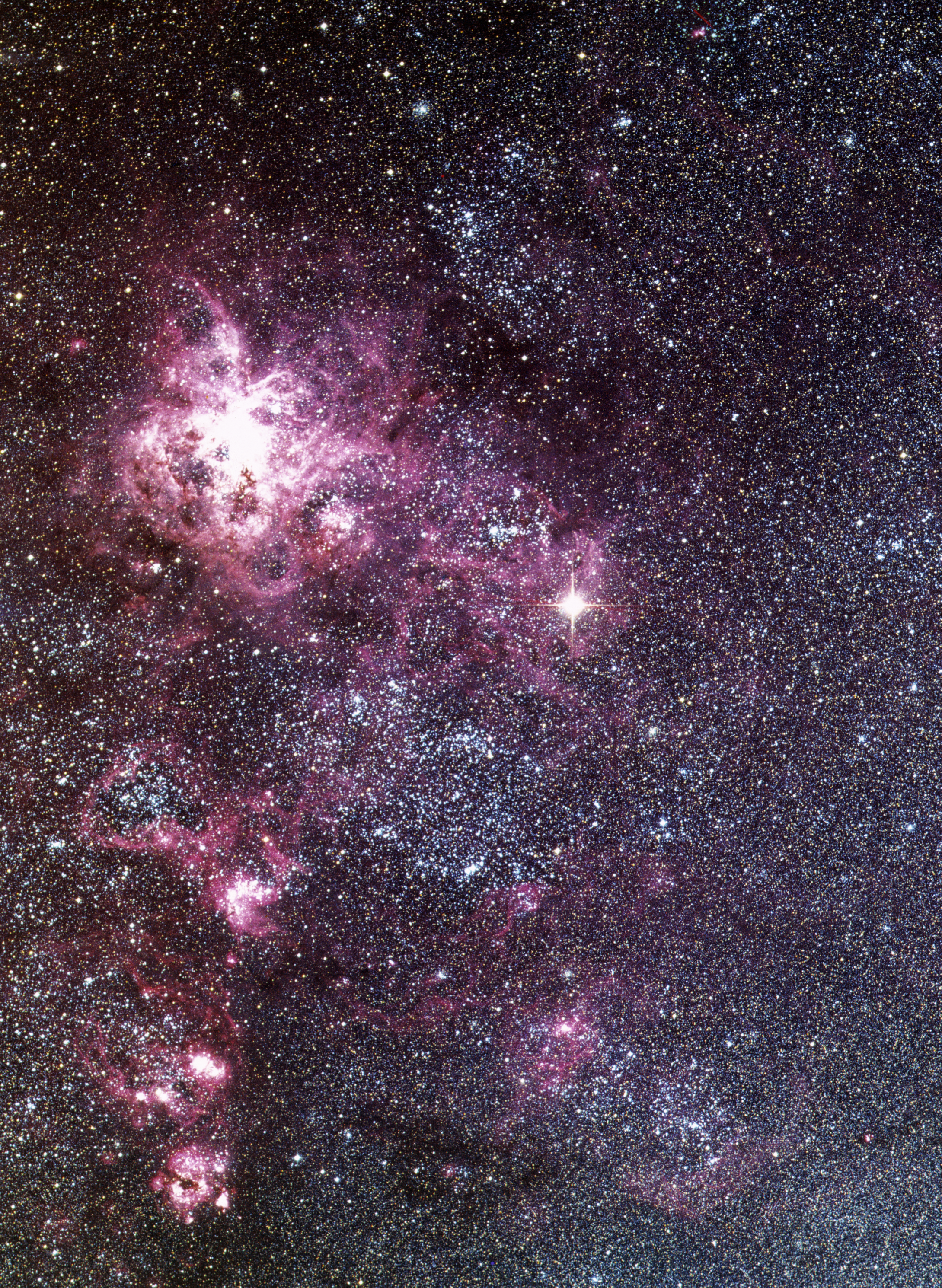
Nébuleuse de la Tarentule pendant la supernova SN1987A, par le télescope Schmidt.
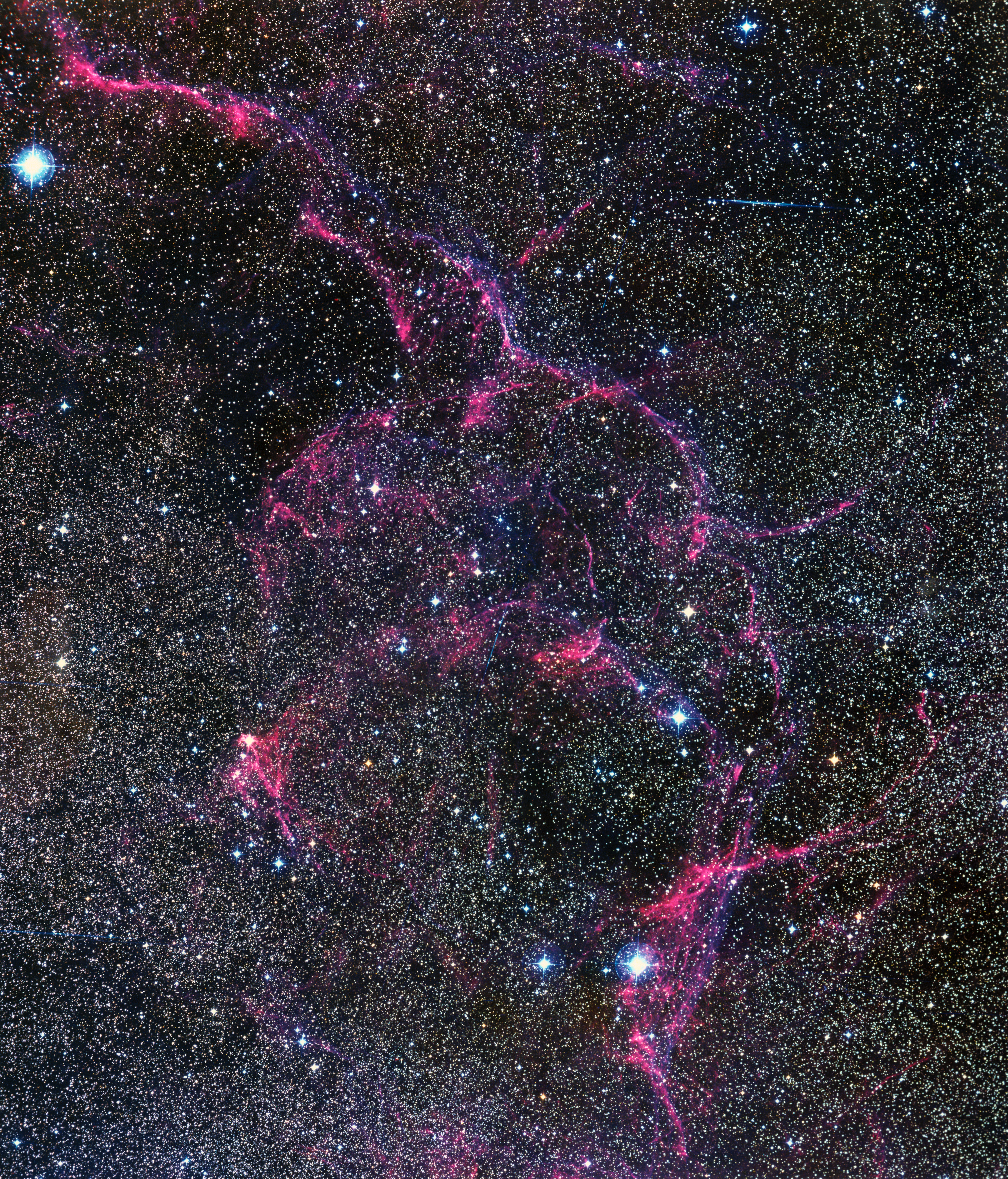
Image du rémanent de supernova Vela (XYZ) par le télescope Schmidt.